# 天下堂々
『天下堂々』（てんかどうどう）は、NHK総合テレビジョンで1973年（昭和48年）10月5日から1974年（昭和49年）9月27日まで、金曜日の20時（午後8時）より放映された時代劇作品。全47回。

## 概要
風刺時代劇作品であり、この作品の2年前に同枠で放送された『天下御免』（以下『御免』）のいわば続編とも言える。内容は多分に『御免』を意識したものとなっており、演出・岡崎栄、脚本・早坂暁のコンビは『御免』と同一、また当時の権力者役として水野忠邦を演じたのも『御免』で田沼意次役であった仲谷昇である。ただし、歴史上の著名人物が若干デフォルメされた諧謔的な役柄で登場するのは『御免』と共通するものの、『御免』が実在人物である平賀源内を主人公としているのに対し、本作品では架空の人物である佐倉英介が主人公である。
元ネタとなったのは、講談・歌舞伎の『天保六花撰』（河内山宗俊・直侍・森田屋清蔵・三千歳らが登場）であり、これに『天保水滸伝』（平手造酒が登場）などの設定が加味されている（なお1996年度後半期に同枠で放映された『天晴れ夜十郎』も『天保六花撰』を下敷きにしているため本作品と多くの登場人物が共通している）。
しかし、『御免』が享保年間・田沼意次時代を舞台とすることによって、日本列島改造論ブームや政治家への賄賂、深刻な公害・ごみ問題の発生、受験戦争といった放映当時の社会に対する痛烈な風刺が込められていたのに対し、天保年間・「天保の改革」を推進した水野忠邦時代を舞台とした『天下堂々』では、第一次オイルショック、トイレットペーパー騒動、狂乱物価といった放映当時の社会に対する風刺は若干見られたものの、ドラマ全体では風刺色が影を潜めていたため、両者ではドラマ全体を漂うトーンが全く異なるものとなっていた。

## あらすじ
天保年間、老中首座 水野忠邦の下で天保の改革が進められる中、水野忠邦の懐刀とされた目付（のち南町奉行） ・鳥居耀蔵は次々と蘭学者達を弾圧していく。蘭学者である佐倉英介の父とてもその例外ではなかった。鳥居耀蔵に殺人罪の濡れ衣を着せられ、八丈島へ島流しとなる父を、港で物陰に隠れてそっと見送る英介。船に乗せられるまさにその直前、父は草履の紐を直そうとして屈みながら、「イクベヨイヒト」という謎めいた言葉を残す（番組サブタイトル「イクベヨイヒト謎言葉」より）。
英介にはこの言葉の意味が全く分からず、ただその言葉を口でなぞるしか術がなかった。しかし、後にこれは「私は正しい」を意味する和蘭 （オランダ）語であることが分かる。それは、自分が無実であることを息子に伝える暗号だったのだ。
一方、鳥居耀蔵の蘭学者弾圧はなおも執拗に続いた。天保10年（1839年）、渡辺崋山や高野長英ら高名な蘭学者達を弾圧。これが世に言う蛮社の獄である。
さて、蛮社の獄から時を遡ること6年前の、天保4年（1833年）から天保10年（1839年）まで続いた天保の大飢饉によって、商都大坂でも米不足が発生、天保8年（1837年）、ついに大塩平八郎の乱が起こる。このパニックから日本中で紙不足が起こると予想した英介とその仲間達は、その噂が広まる前に江戸中の紙問屋から紙を買い占めようと、仲間の中で最も俊足の虫のけら造を代表に立てて江戸中を走り回らせるが、噂の広まるスピードに負けてしまう（第一次オイルショック当時のトイレットペーパー騒動のパロディ）。
海外では、1840年、阿片戦争が勃発したが、イギリス海軍の近代的な軍事力の前に清の劣勢が続いていた。その最中、清国から江戸湾に漂着してきた1人の清国人がいた。その顔が老中首座水野忠邦と瓜二つ（1人2役）だったため、英介達が機転をきかせ、その清国人を水野忠邦本人と入れ替え、江戸城内に入れることに成功した。ニセ水野忠邦は老中達が居並ぶ席上、幕府による清国救援命令書を提出し、老中達から猛反対を受ける。
英介達は日本脱出のため密航を企てるが、その航海の途上、幕府の監視者に銃で腕をやられ、出血してしまう。当時、密航が発覚し捕まれば死罪とされたため、まさに命がけの航海だったのだ。船の帆を包帯代わりに巻いて止血していると、運良く日本船に救助される。しかし、英介はその船の船長に、この船で密航したのでは船や船長達に迷惑がかかる、自分達の船を修理して航海を続行したいが、あいにく船には国旗がない。国旗を掲げておかないと国際公法上国籍（船籍）が分からず、外国船に救助して貰って亡命することができない。しかし三つ葉葵の紋の入った旗は持っていない、と言うと、船長はやにわに英介が傷の手当として撒いていた帆をほどいて広げた。血の痕がちょうど大きな円形になっていた。「これでいいじゃないか。これがこれからの日本国の国旗だ」船長は言った。

## サブタイトル
（）内は脚本
- 第1話「昔の空は青かった」（早坂暁）
- 第2話「イクベヨイヒト　謎言葉」（早坂暁）
- 第3話「狐こんこん殺人事件」（早坂暁）
- 第4話「この世で一番悪い奴」（早坂暁）
- 第5話「大江戸裏八百八町」（早坂暁）
- 第6話「十万坪ごみ裁き」（早坂暁）
- 第7話「鼠小僧はオレなのだ」（早坂暁）
- 第8話「悲しからずや人別帳」（早坂暁）
- 第9話「誰を怨めばいいのでしょうか」（早坂暁）
- 第10話「女ひでり，男エレジー」（早坂暁）
- 第11話「女ひでり，男地獄」（早坂暁）
- 第12話「たった二十人の反乱（前編）」（早坂暁）
- 第13話「たった二十人の反乱（後編）」（早坂暁）
- 第14話「嵐は春を呼ばなかった」（石堂淑朗）
- 第15話「同棲しました神田川」（早坂暁）
- 第16話「抜け穴より愛をこめて」（早坂暁）
- 第17話「春の花火は十万両」（早坂暁）
- 第18話「闇の男は二度死ぬ」（福田善之）
- 第19話「恋は蝶々か芋虫か」（早坂暁）
- 第20話「虎の尾を踏んじゃった！」（早坂暁）
- 第21話「大江戸もぐら作戦」（石堂淑朗）
- 第22話「人はそれぞれ冬の旅」（福田善之）
- 第23話「とりかえばや大作戦」（早坂暁）
- 第24話「憂士はどこに眠れるか」（早坂暁）
- 第25話「さらば七代目団十郎」（早坂暁）
- 第26話「糸し糸しと言う心」（能勢紘也）
- 第27話「十万坪怨み節」（石堂淑朗）
- 第28話「ああ　玉杯に花うけて」（早坂暁）
- 第29話「昼もまま炊くおかか欲し」（立町陽太）
- 第30話「襟裳の春は何もない」（早坂暁）
- 第31話「花の大江戸権敷なし」（石堂淑朗）
- 第32話「さよなら人質さん」（石堂淑朗）
- 第33話「こんにちは年上の女」（立町陽太）
- 第34話「わが恋せし女よ」（早坂暁）
- 第35話「お蔭でさ，抜けたとさ」（立町陽太）
- 第36話「頼みは天然一刀流」（早坂暁）
- 第37話「田舎源氏はどこへ行く」（石堂淑朗）
- 第38話「誰がために太鼓はなる」（立町陽太）
- 第39話「怪談・江戸の夜霧に猫が啼く」（福田善之）
- 第40話「あわれ名刀恋斬丸」（石堂淑朗）
- 第41話「こちら大江戸大沈没」（岡崎栄　原案：早坂暁）
- 第42話「夏の終わりのかくれんぼ」（能勢紘也）
- 第43話「女花鳥おいらん一代」（石堂淑朗）
- 第44話「手本は二宮金次郎」（早坂暁）
- 第45話「ああ幻の外人部隊」（早坂暁）
- 第46話「外人部隊危機一髪」（早坂暁）
- 第47話「風は海から吹いて来る」（早坂暁）

## キャスト
- 佐倉英介：篠田三郎
- 虫のけら造：石橋正次
- 同心・一寸の左門：柴俊夫
- 平手造酒：村野武範
- 片岡直次郎（直侍）：下條アトム
- 河内山宗俊：高松英郎
- お桃：桃井かおり
- 五月（英介の妹）：水沢アキ
- 光（耀蔵の娘）：秋吉久美子
- 三千歳（みちとせ）：長山藍子
- 水野忠邦：仲谷昇（風貌がうり二つという設定の森田屋清蔵と二役）
- 鳥居耀蔵：岸田森
- スッポンの市兵衛（亀井市兵衛）：村上不二夫
- 高野長英：寺田農
- 渡辺崋山：森塚敏
- 千葉周作：前田武彦
- 大塩平八郎：鈴木瑞穂
- 鼠小僧（自称）：浜田光夫
- 葛飾北斎：中村翫右衛門
- 間宮林蔵：松村達雄
- 二宮尊徳：青島幸男
- 後藤三右衛門：坂上二郎
- 国定忠治：山谷初男
- 清水次郎長：福崎和宏
- 飯岡助五郎：関敬六
- 暗闇の丑松：梅野泰靖
- 風船おヨヨ（丑松の女房）：春川ますみ
- 忠兵衛：金田龍之介
- お富士（忠兵衛の娘）：奈良富士子
- バンチョウお時：左時枝
- おふくろ銀次：山下雄三
- 盗右衛門：笠智衆
- 英蔵：原保美
- 薫：鮎川いずみ
- 西田健
- ホーン・ユキ

- ナレーション：上條恒彦→水前寺清子
- 演出：渡辺耕ほか

## 主題歌
- 上條恒彦・ロイヤルナイツ「天下堂々」（作詞：早坂暁、作曲・編曲：山本直純）
ナレーションの上條恒彦がボーカルで和太鼓を使用した民謡調の曲から、シリーズ後半に水前寺清子のナレーションに代わると、歌詞はそのままに明るいコミカルな曲調のものに変えられた（これに合わせて、タイトルバックも、ジャンボジェット離陸シーンなど実写映像から黒鉄ヒロシのイラストによるアニメーションに変更）。

## 映像の現存状況
これまで、第13回（3分）と32回（17分）の断片映像のみで全編残されていた回は存在しなかった。しかし、NHKアーカイブスの番組発掘プロジェクトでの収集で第36回の映像が発見された。その後、出演者の村野武範から第22回と第30回の映像が提供された。
NHKではマスターテープが失われた過去の放送番組の収集（制作関係者や一般視聴者らへのビデオテープ提供の呼びかけなど）を進めている。